# Sainte-Gemme (Marne)
Pour les articles homonymes, voir Sainte-Gemme.
Sainte-Gemme est une commune française, située dans le département de la Marne en région Grand Est. Elle partie de la région naturelle du Tardenois.
Commune rurale de l'aire d'attraction de Reims, Sainte-Gemme est membre de la communauté de communes des Paysages de la Champagne, à qui elle a transféré un certain nombre de compétences (notamment en matière d'eau et de déchets).
Au dernier recensement de 2022, la commune comptait 134 habitants appelés Saint-Gemmois et Saint-Gemmoises. Son économie est particulièrement tournée vers la viticulture.
Son patrimoine architectural comprend notamment son église, dédiée à Saint-Hilaire. Son patrimoine naturel comprend quant à lui une zone naturelle d'intérêt écologique, faunistique et floristique, celle des bois de la vallée de la Semoigne.

## Géographie

### Localisation

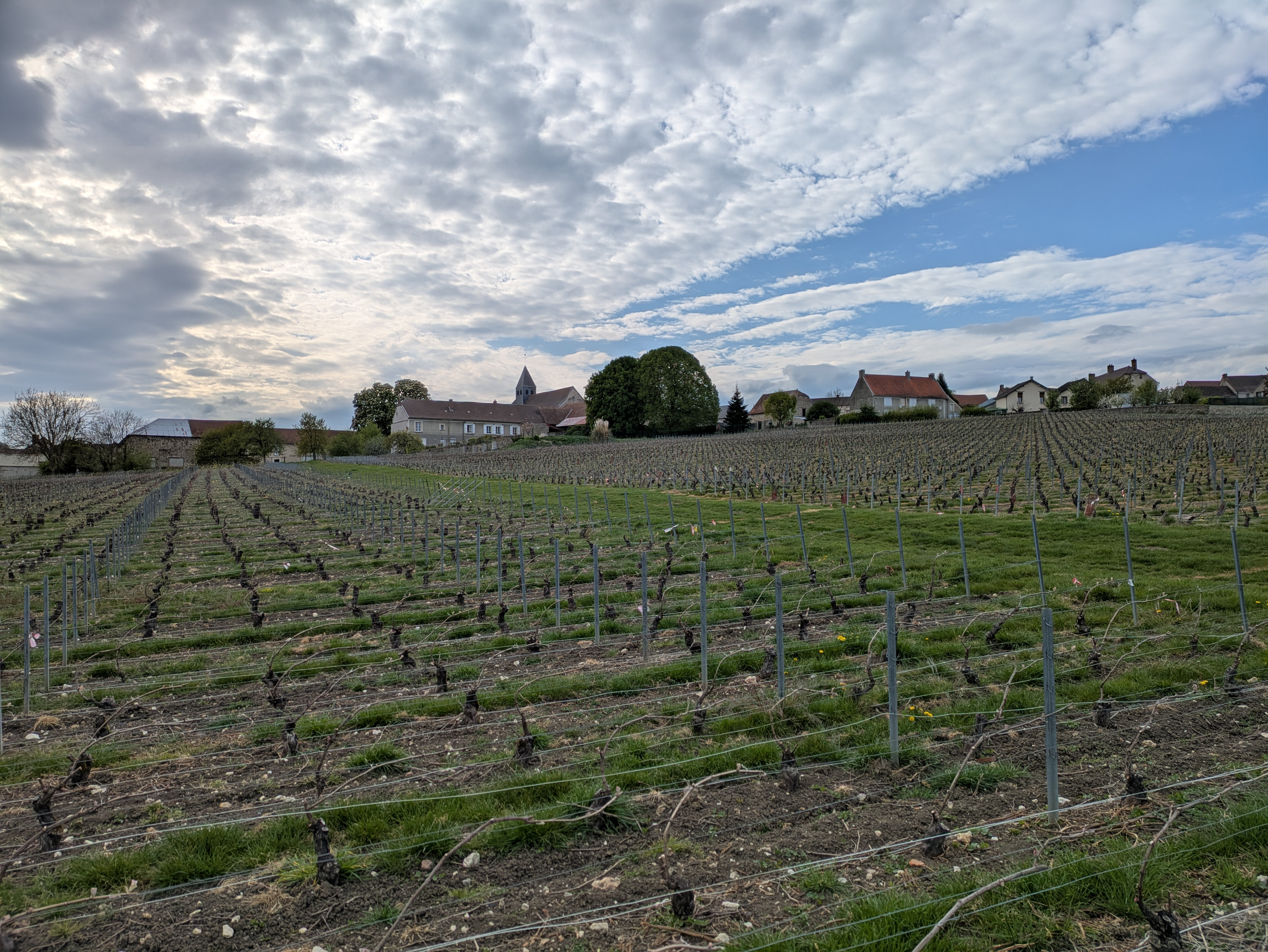
Vue du village de Sainte-Gemme au milieu des vignes.

Sainte-Gemme se trouve à l'ouest du département de la Marne, en région Grand Est, à la limite avec le département de l'Aisne et la région Hauts-de-France.
La commune de Sainte-Gemme s'étend sur une superficie de 725 hectares. Elle appartient à la région agricole du Tardenois.
Par la route, Sainte-Gemme se situe à 77 km de Châlons-en-Champagne, préfecture, à 30 km d'Épernay, sous-préfecture, à 34 km de Reims, plus grande ville du département, et à 10 km de Dormans, bureau centralisateur du canton de Dormans-Paysages de Champagne dont dépend Sainte-Gemme depuis 2015. La commune fait en outre partie du bassin de vie de Dormans.
Sainte-Gemme est limitrophe de 6 communes :
| Cierges    | Goussancourt | Villers-Agron-Aiguizy |
| Ronchères  | Sainte-Gemme | Passy-Grigny          |
| Champvoisy | Passy-Grigny |                       |

### Géologie et relief
Sur son territoire, l'altitude varie entre 93 m dans la vallée de la Semoigne à l'est, et 226 mètres au lieu-dit la Folie Guibora au sud-ouest du village. Le village de Sainte-Gemme se trouve entre 170 entre 195 mètres.

### Hydrographie

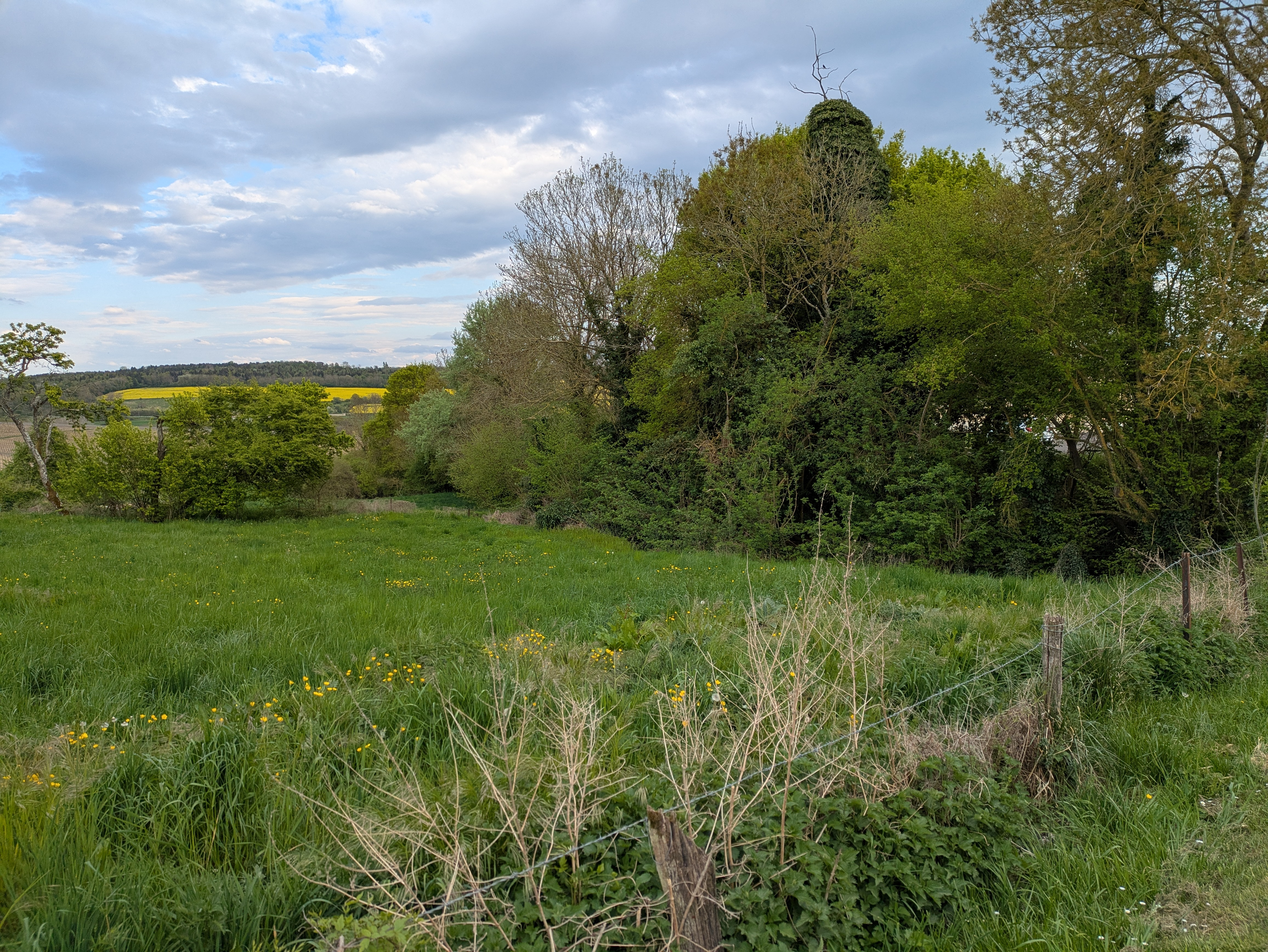
Vallon boisé du ruisseau de la Fontaine des Prés, à la Besace.

La commune est dans la région hydrographique « la Seine de sa source au confluent de l'Oise (exclu) » au sein du bassin Seine-Normandie. Elle est drainée par la Semoigne, le ruisseau de Champvoisy, le Fossé 01 de la Garenne des Vieilles Vignes, le Fossé 01 des Petits Patis, le Fossé 01 du Bois de Pésière et le ruisseau de la Fontaine des Pres,.
La Semoigne, d'une longueur de 17 km, prend sa source dans la commune de Romigny et se jette  dans la Marne à Verneuil, après avoir traversé six communes. 

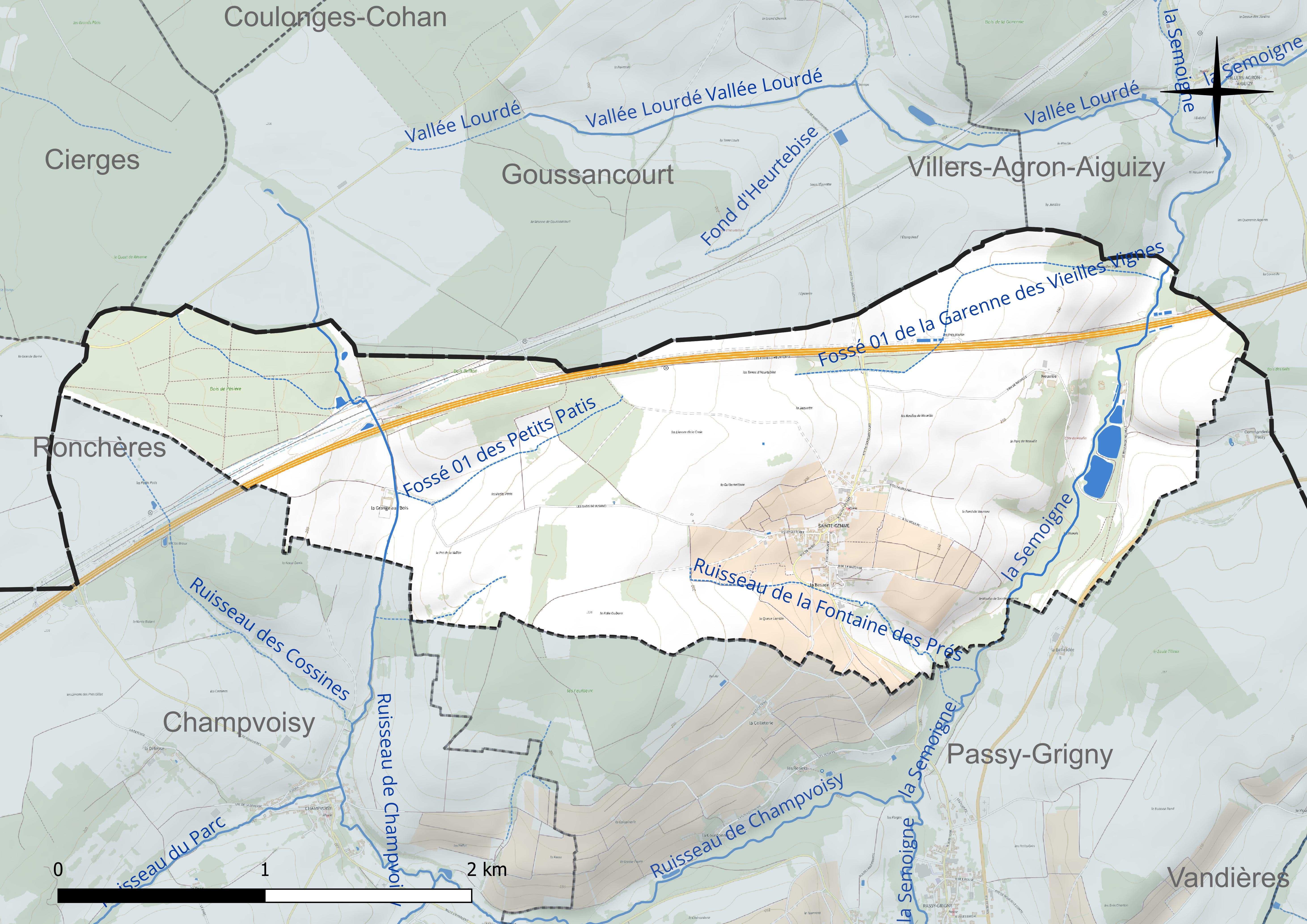
Réseau hydrographique de Sainte-Gemme.

### Climat
Pour des articles plus généraux, voir Climat du Grand Est et Climat de la Marne.
En 2010, le climat de la commune est de type climat océanique dégradé des plaines du Centre et du Nord, selon une étude du Centre national de la recherche scientifique s'appuyant sur une série de données couvrant la période 1971-2000. En 2020, Météo-France publie une typologie des climats de la France métropolitaine dans laquelle la commune est exposée à un climat océanique altéré et est dans la région climatique  Nord-est du bassin Parisien, caractérisée par un ensoleillement médiocre, une pluviométrie moyenne régulièrement répartie au cours de l’année et un hiver froid (3 °C). 
Pour la période 1971-2000, la température annuelle moyenne est de 10,4 °C, avec une amplitude thermique annuelle de 15,3 °C. Le cumul annuel moyen de précipitations est de 760 mm, avec 11,8 jours de précipitations en janvier et 8,5 jours en juillet. Pour la période 1991-2020, la température moyenne annuelle observée sur la station météorologique de Météo-France la plus proche, « Chambrecy-Civc », sur la commune de Chambrecy à 12 km à vol d'oiseau, est de 10,7 °C et le cumul annuel moyen de précipitations est de 734,0 mm. 
La température maximale relevée sur cette station est de 40,3 °C, atteinte le 25 juillet 2019 ; la température minimale est de −22,1 °C, atteinte le 17 janvier 1985,,. 
Les paramètres climatiques de la commune ont été estimés pour le milieu du siècle (2041-2070) selon différents scénarios d'émission de gaz à effet de serre à partir des nouvelles projections climatiques de référence DRIAS-2020. Ils sont consultables sur un site dédié publié par Météo-France en novembre 2022.

### Milieux naturels et biodiversité

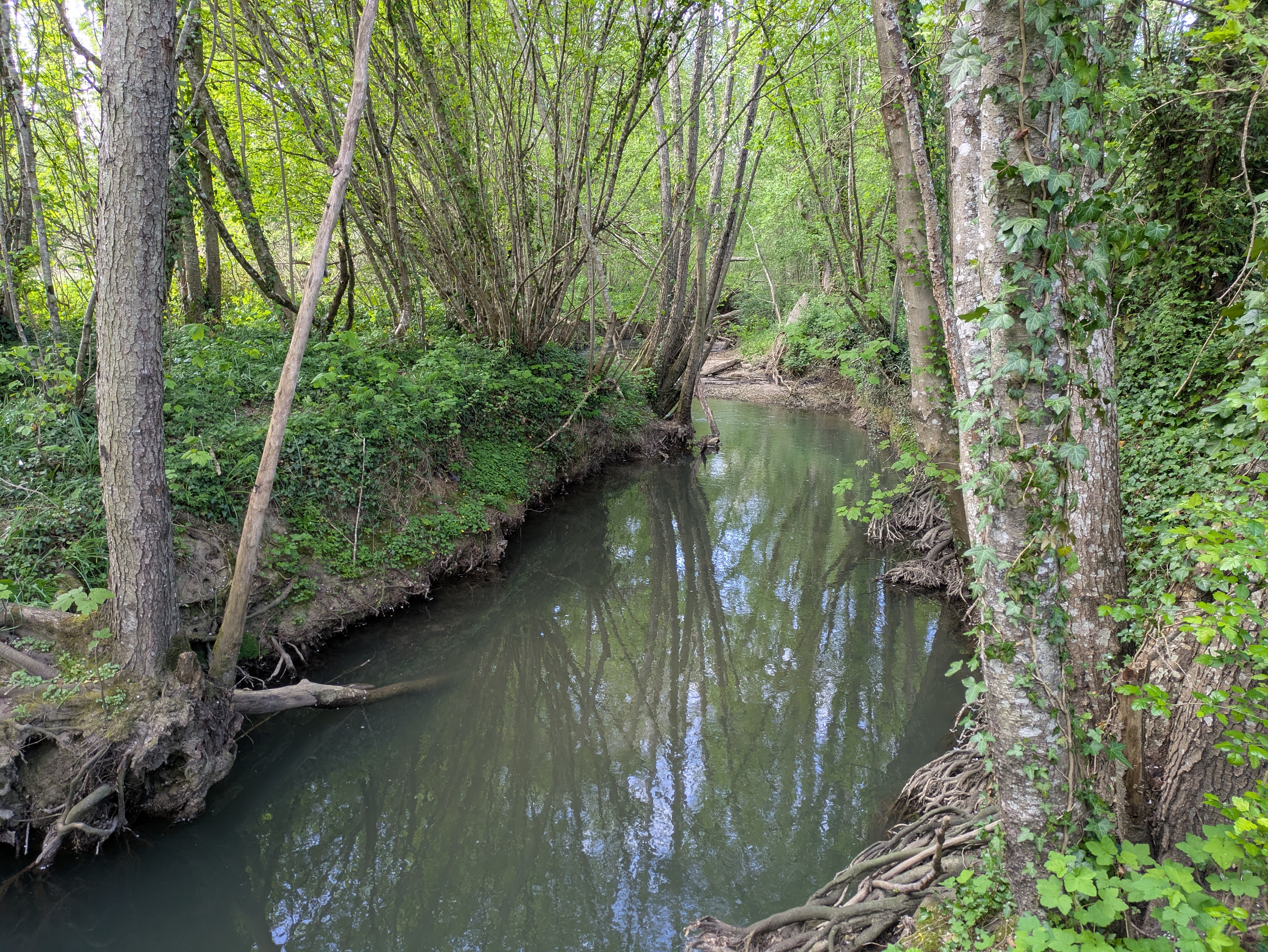
La Semoigne, à Passy-Grigny, dans la ZNIEFF « les bois de la vallée de la Semoigne à Passy-Grigny et Sainte-Gemme ».

L'Inventaire national du patrimoine naturel (INPN) recense 455 espèces sur le territoire de la commune, dont 26 espèces protégées et 9 espèces menacées.
Sainte-Gemme compte deux zones naturelles d'intérêt écologique, faunistique et floristique (ZNIEFF) de type I : « les bois de la vallée de la Semoigne à Passy-Grigny et Sainte-Gemme » et le « bois Meunière ». Ce dernier site se trouve cependant dans le département voisin de l'Aisne et ne fait que déborder très légèrement sur le territoire communal.
La ZNIEFF des « bois de la vallée de la Semoigne à Passy-Grigny et Sainte-Gemme » s'étend sur 89 hectares autour de la Semoigne et de son affluent le ruisseau de Champvoisy. Ses bois sont composés d'une chênaie-charmaie calcicole sur les pentes de la vallée, d'une forêt alluviale de type aulnaie-frênaie plutôt épargnée par la populiculture et, dans ses zones marécageuses, d'une aulnaie à grandes herbes (magnocariçaies, mégaphorbiaies et roselières). La zone comprend également des praires et des étangs piscicoles. Elle accueille plusieurs espèces végétales rares dans la région (l'anémone fausse-renoncule, la jacinthe des bois, l'orchis négligé, le perce-neige, la scille à deux feuilles) ainsi que de nombreux odonates, amphibiens et oiseaux.

## Urbanisme

### Typologie
Au 1er janvier 2024, Sainte-Gemme est catégorisée commune rurale à habitat dispersé, selon la nouvelle grille communale de densité à sept niveaux définie par l'Insee en 2022.
Elle est située hors unité urbaine. Par ailleurs la commune fait partie de l'aire d'attraction de Reims, dont elle est une commune de la couronne,. Cette aire, qui regroupe 294 communes, est catégorisée dans les aires de 200 000 à moins de 700 000 habitants,.

### Occupation des sols
L'occupation des sols de la commune, telle qu'elle ressort de la base de données européenne d’occupation biophysique des sols Corine Land Cover (CLC), est marquée par l'importance des territoires agricoles (71,3 % en 2018), une proportion sensiblement équivalente à celle de 1990 (71,8 %). La répartition détaillée en 2018 est la suivante : terres arables (57,4 %), forêts (25,3 %), cultures permanentes (10,5 %), zones industrielles ou commerciales et réseaux de communication (3,4 %), prairies (2,8 %), zones agricoles hétérogènes (0,5 %).
L'évolution de l’occupation des sols de la commune et de ses infrastructures peut être observée sur les différentes représentations cartographiques du territoire : la carte de Cassini (XVIIIe siècle), la carte d'état-major (1820-1866) et les cartes ou photos aériennes de l'IGN pour la période actuelle (1950 à aujourd'hui).

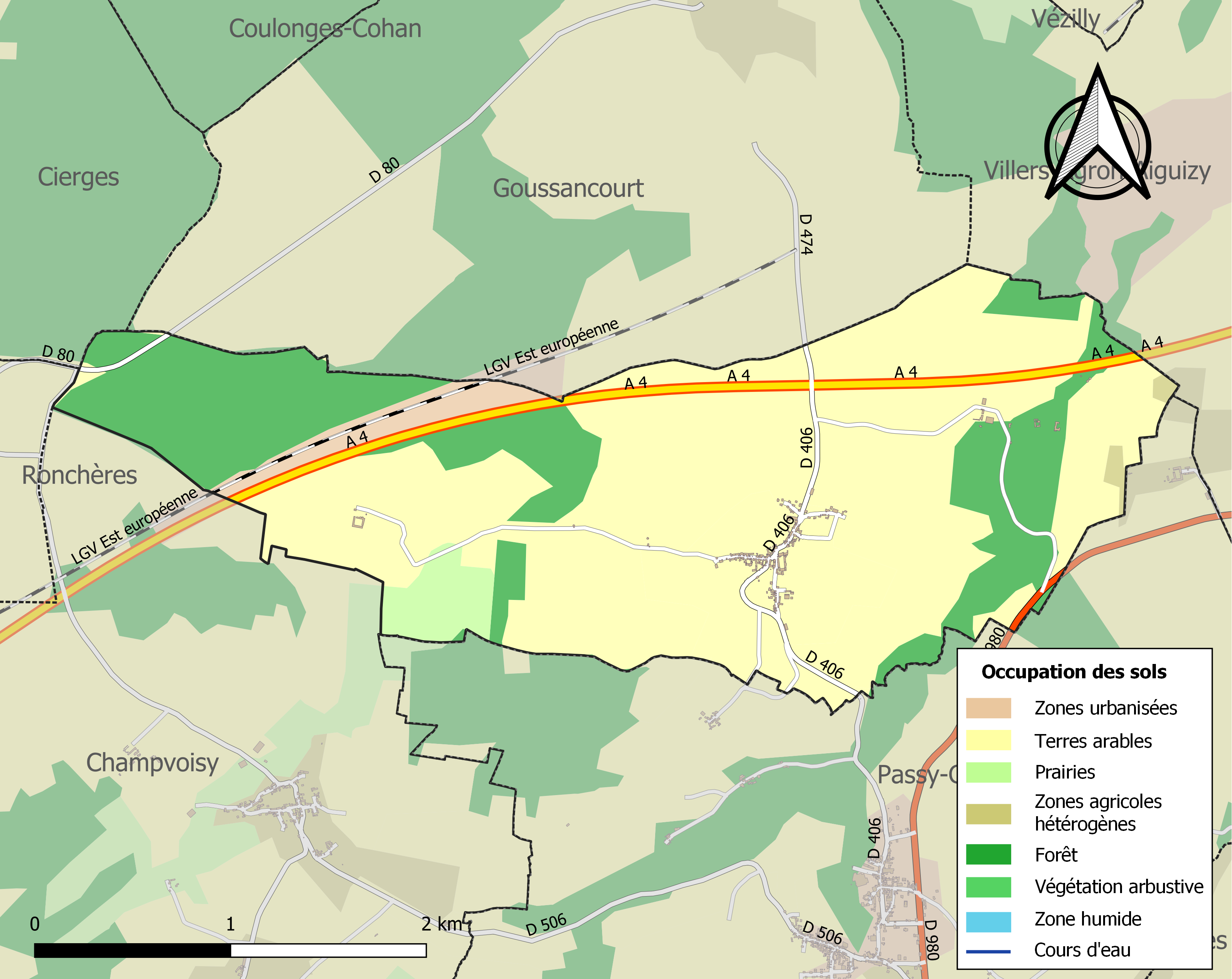
Carte des infrastructures et de l'occupation des sols de la commune en 2018 (CLC).

### Lieux-dits, hameaux et écarts

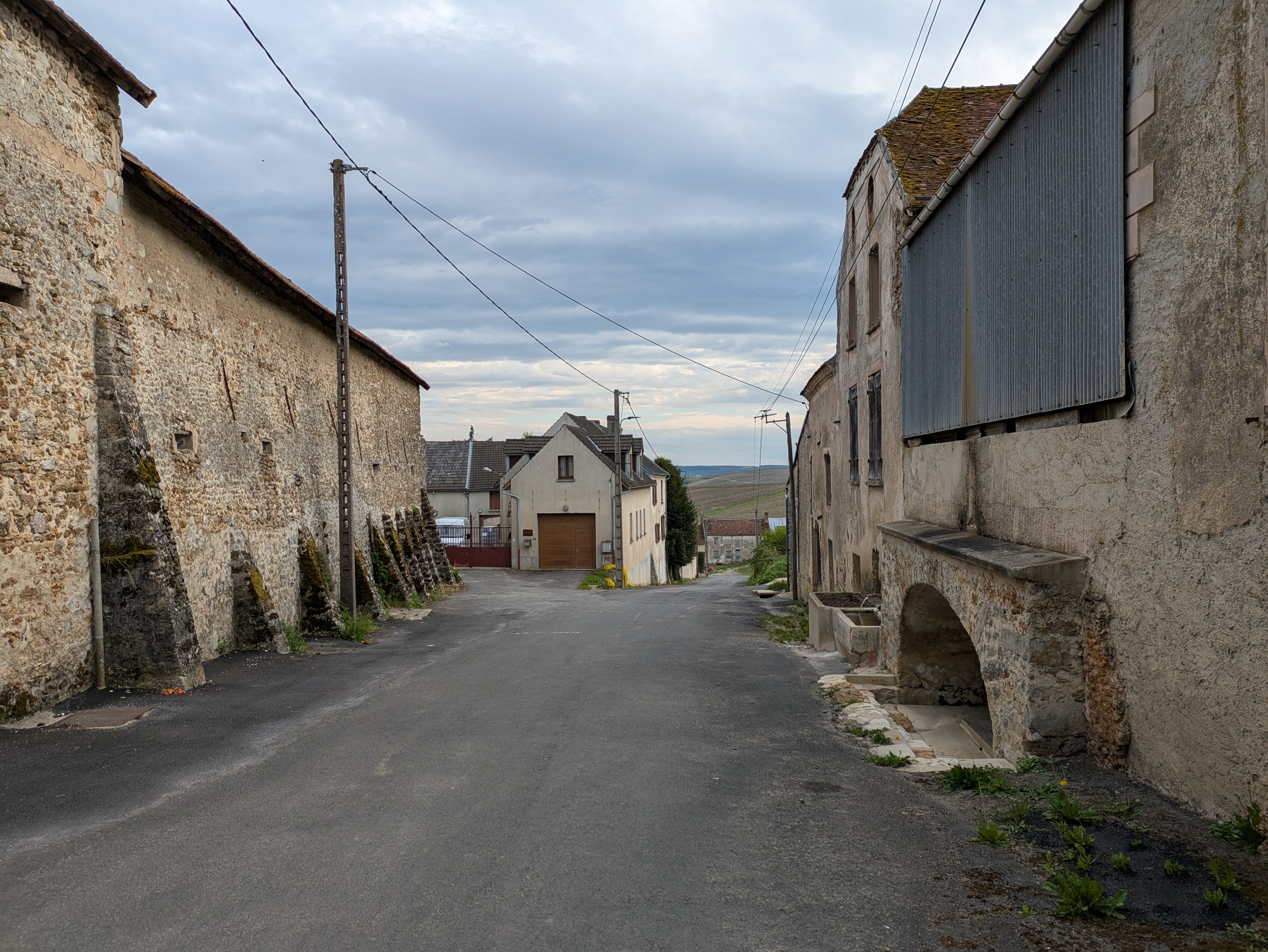
Rue de la Besace.

Outre le village de Sainte-Gemme, la commune comprend les hameaux de la Besace, immédiatement au sud du village, et de Neuville, proche de la Semoigne au nord-est.

### Planification
Les règles d'urbanisme sur le territoire de Sainte-Gemme sont déterminées par le schéma de cohérence territoriale d'Épernay et sa Région (SCoTER) approuvé le 5 décembre 2018 et par le règlement national d'urbanisme prévu par le Code de l'urbanisme.

### Habitat et logement
En 2021, Sainte-Gemme compte 70 logements. Ces logements sont à 89 % des maisons ; la commune ne comptant que peu d'appartements. En raison de la prévalence des maisons, les résidences principales de Sainte-Gemme disposent en moyenne de 5,4 pièces.
Le tableau ci-dessous présente une comparaison de quelques indicateurs chiffrés du logement pour Sainte-Gemme, la communauté de communes des Paysages de la Champagne (CCPC), le département de la Marne et la France entière :
|                                                            | Sainte-Gemme | CCPC   | Marne   | France     |
| ---------------------------------------------------------- | ------------ | ------ | ------- | ---------- |
| Ensemble des logements                                     | 70           | 11 470 | 300 919 | 37 155 918 |
| Part des résidences principales (en %)                     | 78,7         | 80,9   | 87,5    | 82,2       |
| Part des résidences secondaires (en %)                     | 2,7          | 5,8    | 3,4     | 9,7        |
| Part des logements vacants (en %)                          | 18,6         | 13,4   | 9,1     | 8,1        |
| Part des propriétaires de leur résidence principale (en %) | 87,3         | 76,4   | 52,2    | 57,5       |

À Sainte-Gemme, en 2021, 78,7 % des logements sont des résidences principales, 2,7 % des résidences secondaires et 18,6 % des logements vacants. Par ailleurs, 87,3 % des ménages sont propriétaires de leur résidence principale. Sainte-Gemme se démarque ainsi par un faible nombre de résidences secondaires, une forte vacance des logements et une part importante de ménages propriétaires de leur résidence principale.
Parmi les 55 résidences principales construites avant 2019, 29,1 % avaient été construites avant 1919, 14,5 % entre 1919 et 1945, 18,2 % entre 1946 et 1970, 23,6 % entre 1971 et 1990 et 14,5 % entre 1991 et 2005. Aucune n'avait été construites après 2006.
Le tableau ci-dessous présente l'évolution du nombre de logements sur le territoire de la commune, par catégorie, depuis 1968 :
|                        | 1968 | 1975 | 1982 | 1990 | 1999 | 2010 | 2015 | 2021 |
| ---------------------- | ---- | ---- | ---- | ---- | ---- | ---- | ---- | ---- |
| Résidences principales | 45   | 43   | 40   | 47   | 54   | 58   | 59   | 55   |
| Résidences secondaires | 7    | 7    | 8    | 6    | 8    | 2    | 1    | 2    |
| Logements vacants      | 1    | 3    | 6    | 9    | 3    | 7    | 11   | 13   |
| Total                  | 53   | 53   | 54   | 62   | 65   | 68   | 70   | 70   |

### Voies de communication et transports
Deux axes routiers importants passent par le territoire communal : la route départementale 980 à l'est (ancienne route nationale 380) et l'autoroute A4 au nord (la sortie no 21 Dormans est située sur la commune voisine de Villers-Agron-Aiguizy). Le village est traversé par la route départementale 406 entre Passy-Grigny au sud et Goussancourt (Aisne) au nord ; cette route devient la départementale 474 dans l'Aisne.
La LGV Est européenne, qui dessert la gare de Champagne-Ardenne TGV près de Reims, passe également au nord de la commune. Pour les autres trains, la gare la plus proche est la gare de Dormans.

### Risques naturels et technologiques
Le territoire de Sainte-Gemme est vulnérable à différents risques naturels. La commune est dans l'obligation d'élaborer et publier un document d'information communal sur les risques majeurs ainsi qu'un plan communal de sauvegarde.
La commune est concernée par les risques de mouvements de terrain. Sainte-Gemme est comprise dans le périmètre du plan de prévention des risques « glissement de terrain de la Côte d'Ile-de-France - secteur de la vallée de la Marne tranche 3 » approuvé en 2014. La commune est également concernée par le risque d'inondation par remontée de nappe. La commune a fait l'objet d'arrêtés reconnaissant l'état de catastrophe naturelle pour des inondations et/ou coulées de boue en 1999 et 2008.
Sainte-Gemme est affectée par le phénomène de retrait-gonflement des argiles (risque fort). Le risque sismique est très faible sur son territoire. De même, le potentiel radon de la commune est faible.
Sainte-Gemme n'est concernée par aucun risque technologique particulier.

## Toponymie

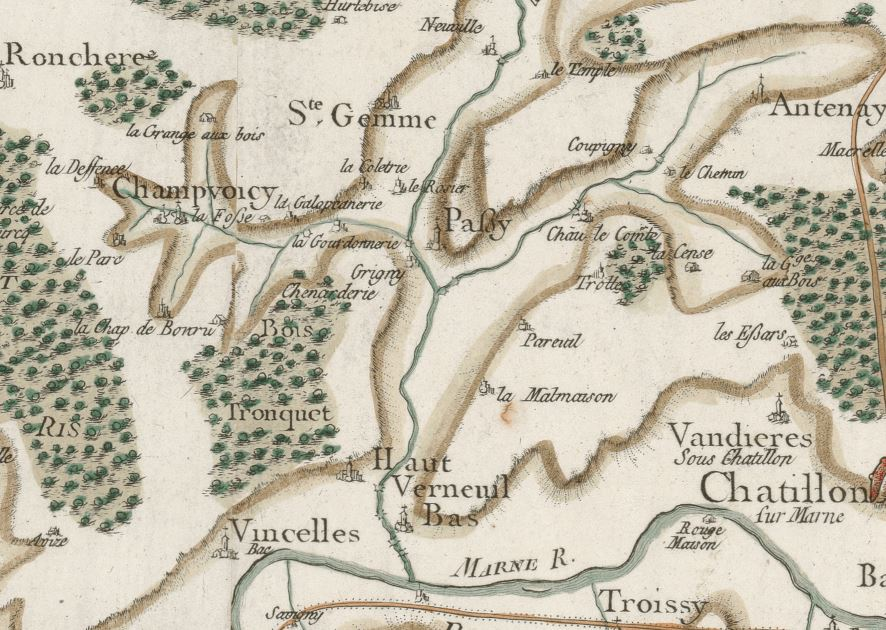
Carte de Cassini, où figurent Sainte-Gemme et Neuville.

On trouve pour cette localité les appellations suivantes : Sancta-Gemma (1096), Sainte Gemma et Sainte Gemme (vers 1222), Saincte-Jame (1396) et Saincte-Gemme-en-Tardenois (1531),.
Sainte-Gemme est un hagiotoponyme qui fait référence à Gemma de Saintonge, une sainte portugaise ; sainte Gemme est également célébrée en Aquitaine. Son église possédait des reliques. Un document atteste qu'en 1723 l'église possédait trois reliques enfermées l'une dans un buste en bois, l'autre dans une jambe et la troisième dans divers bras. Lors de la Révolution, ces reliques furent dispersées et il n'en subsiste plus qu'une, celle contenue dans la sculpture du bras. Jusqu'à la seconde moitié du XXe siècle, chaque lundi de Pentecôte, était organisé un pèlerinage qui se terminait à la source de Sainte-Gemme sise dans une cave de l'ancien prieuré.
Lors de la Révolution française, elle est rebaptisée Marinville-Libreville (1793) puis Montagron (1794),, mais retrouve en 1800 son nom d'origine.
De son côté, l'ancien village de Neuville est attesté sous les formes : Nova Villa subtus Sancta Gemma (vers 1240) ; La Villenueve dessous Sainte-Gemme (vers 1300) ; Neufville soubz Sainte-Jamme (XVe siècle) ; Neuville (1498).

## Histoire

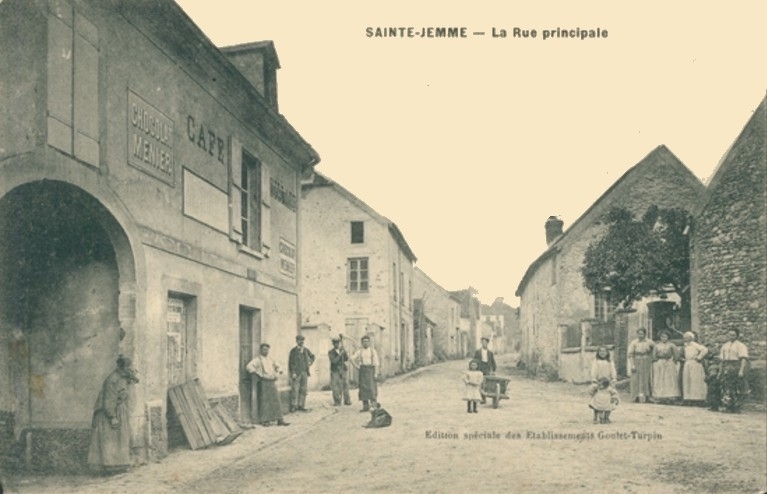
Carte postale de la rue principale du village vers 1910.

Sainte-Gemme est la fusion de deux communautés : Sainte-Gemme et Neuville-sous-Sainte-Gemme.
On trouve trace de la première appellation dès 1096, date à laquelle Hugues Ier de Pierrefonds, évêque de Soissons, donne aux moines de Saint-Martin-de-Champs la jouissance de l'autel de Sainte-Gemme.
On trouve trace de ces deux villages dans un document datant de 1557 et attestant qu'ils dépendaient de Soissons et ressortissaient du bailliage de Vermandois.
À Sainte-Gemme s'installe un prieuré dont on a preuve de l'existence dès 1100 qui reçoit des dîmes de Goussancourt et Passy et exerce sa domination sur le haut du territoire. De ce prieuré, on peut voir encore des restes de la chapelle qui constituent une partie de la nef sud de l'église actuelle.
À Neuville se trouve la demeure seigneuriale appartenant à Thibaud de Champagne, puis, durant la guerre de Cent Ans à l'évêque Cauchon. Cette seigneurie gère le bas du territoire. Neuville-sous-Sainte-Gemme possédait un château construit durant le règne de Louis XII. Ce château fut détruit lors d'une campagne d'affaiblissement des seigneurs locaux organisée par Richelieu. Il fut reconstruit au XIXe siècle par le Blanc de la Nautte, comte d'Hauterive.
Sous la restauration, Neuville est érigé en majorat.
Saint-Gemme participe à la deuxième bataille de la Marne. Le 29 mai 1918, la 120e D.I tente de bloquer l'avancée des troupes allemandes sur la ligne  Champvoisy - Sainte-Gemme - Romigny. Malgré une défense du 408e RI, le village est pris par les troupes allemandes fin mai - début juin 1918. Elle ne sera libérée que le 27 juillet de la même année.

## Politique et administration

### Rattachements administratifs et électoraux

#### Rattachements administratifs
La commune se trouve dans l'arrondissement d'Épernay au sein du département de la Marne et de la région Grand Est. Avant le 31 mars 2017, Sainte-Gemme appartenait à l'arrondissement de Reims.
Elle faisait partie depuis 1793 du canton de Châtillon-sur-Marne. Dans le cadre du redécoupage cantonal de 2014 en France, cette circonscription administrative territoriale a disparu, et le canton n'est plus qu'une circonscription électorale.

#### Rattachements électoraux
Pour les élections départementales, la commune fait partie depuis 2014 du canton de Dormans-Paysages de Champagne.
Pour l'élection des députés, elle fait partie de la deuxième circonscription de la Marne.

### Intercommunalité
Sainte-Gemme était membre de la communauté de communes des Coteaux de la Marne, un établissement public de coopération intercommunale (EPCI) à fiscalité propre créé en 1997 et auquel la commune avait transféré un certain nombre de ses compétences, dans les conditions déterminées par le Code général des collectivités territoriales.
Dans le cadre des dispositions de la loi portant nouvelle organisation territoriale de la République du 7 août 2015, qui prévoit que les établissements publics de coopération intercommunale (EPCI) à fiscalité propre doivent avoir un minimum de 15 000 habitants, cette intercommunalité a fusionné avec ses voisines pour former, le 1er janvier 2017, la communauté de communes des Paysages de la Champagne, dont est désormais membre la commune.
Sainte-Gemme est par ailleurs membre de plusieurs EPCI sans fiscalité propre : le syndicat intercommunal élémentaire, le syndicat intercommunal à vocation unique de la vallée de la Semoigne et le syndicat mixte scolaire de Dormans.

### Liste des maires

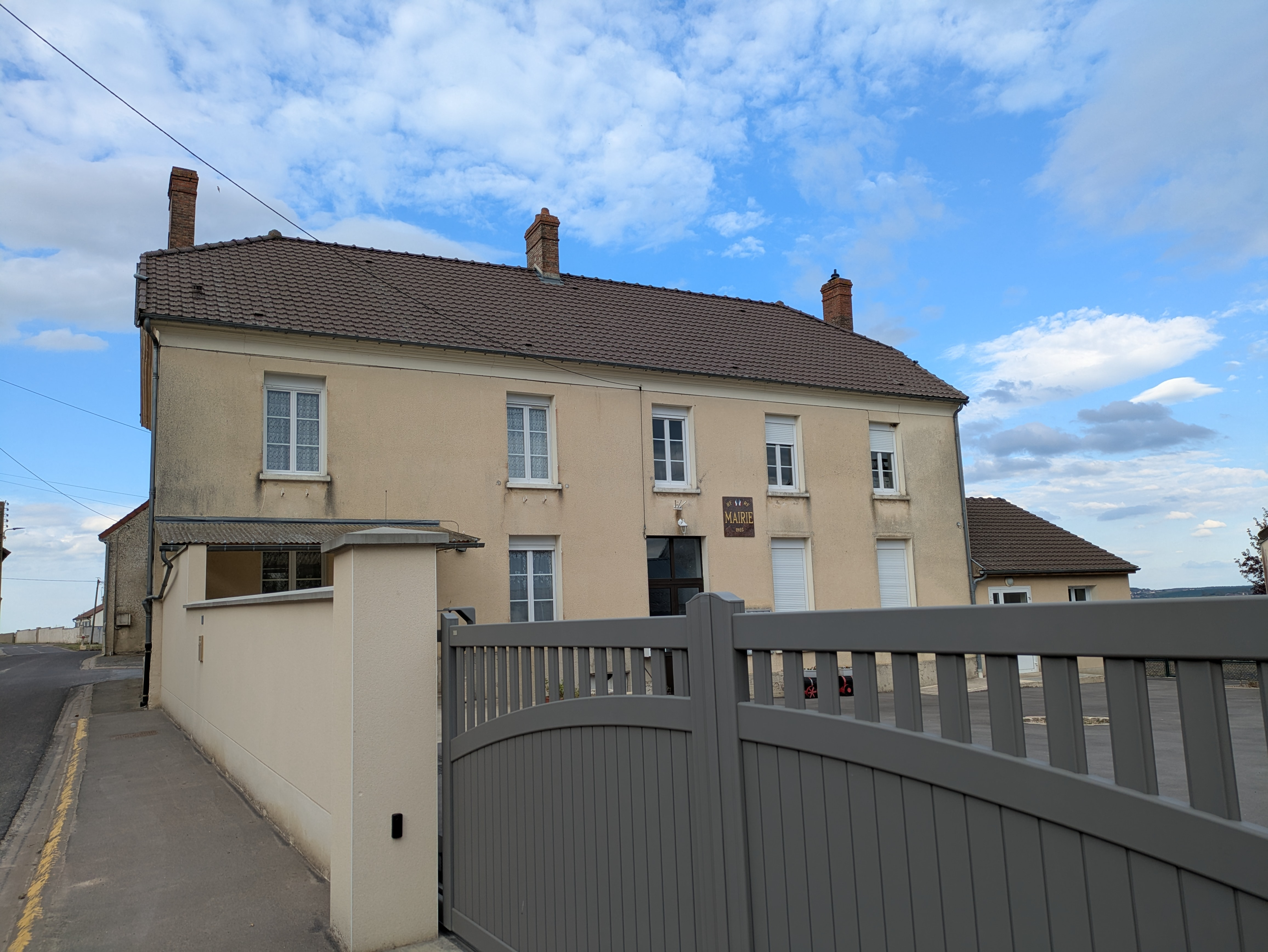
La mairie.

| Période                                  | Période                      | Identité            | Étiquette | Qualité                        |
| ---------------------------------------- | ---------------------------- | ------------------- | --------- | ------------------------------ |
| avant 1874                               | après 1876                   | Robion              |           |                                |
| Les données manquantes sont à compléter. |                              |                     |           |                                |
| 1965                                     | 2008                         | Pierre Brebant      |           |                                |
| 2008                                     | En cours (au 4 juillet 2014) | Jean-Claude Bucquet |           | Réélu pour le mandat 2014-2020 |

### Jumelages
Au 1er janvier 2023, Sainte-Gemme n'est jumelée avec aucune ville.

## Équipements et services publics

### Eau et déchets
L'approvisionnement en eau potable et l'assainissement des eaux usées sont des compétences de la communauté de communes des Paysages de la Champagne. La commune de Sainte-Gemme est alimentée en eau potable par le captage de la Source de l'Abîme, situé sur son territoire. La production et la distribution d'eau potable font l'objet d'une délégation de service public confiée à Suez jusqu'en 2029. L'assainissement y est non collectif et assuré en régie par la communauté de communes.
La communauté de communes est également compétente en matière de déchets. La collecte des ordures ménagères résiduelles et des déchets recyclables est réalisée en porte à porte. La communauté de commune adhérant au syndicat de valorisation des ordures ménagères de la Marne (SYVALOM), ces déchets sont amenés au centre de transfert départemental de Pierry puis valorisés sur le site de La Veuve. La collecte du verre et des textiles se fait en apport volontaire. La communauté de communes met par ailleurs six déchèteries à disposition de ses habitants, accessibles après création d'une carte d'accès : à Châtillon-sur-Marne, Damery-Venteuil, Fèrebrianges, Mareuil-le-Port, Montmort-Lucy et Trélou-sur-Marne.

### Enseignement
Sainte-Gemme fait partie de l'académie de Reims.
Les enfants de Sainte-Gemme sont accueillis dans les écoles de Verneuil, situées rue du CBR. L'école maternelle, construite en 2001, est gérée par le syndicat intercommunal de la Vallée de la Semoigne et accueille 67 élèves (chiffres 2024-2025). L'école primaire, construite en 2014, est gérée par le syndicat intercommunal Élémentaire et accueille 113 élèves (chiffres 2024-2025). Outre les petits Saint-Gemmois, les écoles accueillent également les enfants de Champvoisy, Passy-Grigny, Verneuil et Vincelles.
Les jeunes de Sainte-Gemme sont ensuite rattachés au collège Claude-Nicolas-Ledoux de Dormans et au lycée Stéphane-Hessel d'Épernay.

### Postes et télécommunications
Une boîte aux lettres de La Poste se trouve sur le territoire de la commune, place de l'Église. Les bureaux de poste les plus proches sont situés à Coulonges-Cohan (Aisne), Troissy, Dormans et Châtillon-sur-Marne.

### Justice, sécurité et secours
Du point de vue judiciaire, Sainte-Gemme relève du conseil de prud'hommes, du tribunal de commerce, du tribunal judiciaire, du tribunal paritaire des baux ruraux et du tribunal pour enfants de Reims, dans le ressort de la cour d'appel de Reims. Pour le contentieux administratif, la commune dépend du tribunal administratif de Châlons-en-Champagne et de la cour administrative d'appel de Nancy.
Sainte-Gemme est située en secteur Gendarmerie nationale et dépend de la brigade de Châtillon-sur-Marne.
En matière d'incendie et de secours, le centre d'incendie et de secours le plus proche est celui de Dormans, dépendant du Service départemental d'incendie et de secours (SDIS) de la Marne.

## Population et société

### Démographie
L'évolution du nombre d'habitants est connue à travers les recensements de la population effectués dans la commune depuis 1793. Pour les communes de moins de 10 000 habitants, une enquête de recensement portant sur toute la population est réalisée tous les cinq ans, les populations de référence des années intermédiaires étant quant à elles estimées par interpolation ou extrapolation. Pour la commune, le premier recensement exhaustif entrant dans le cadre du nouveau dispositif a été réalisé en 2006.

En 2022, la commune comptait 134 habitants, en évolution de −3,6 % par rapport à 2016 (Marne : −1,19 %, France hors Mayotte : +2,11 %).
| 1793 | 1800 | 1806 | 1821 | 1831 | 1836 | 1841 | 1846 | 1851 |
| ---- | ---- | ---- | ---- | ---- | ---- | ---- | ---- | ---- |
| 414  | 375  | 382  | 374  | 411  | 435  | 400  | 401  | 407  |

| 1856 | 1861 | 1866 | 1872 | 1876 | 1881 | 1886 | 1891 | 1896 |
| ---- | ---- | ---- | ---- | ---- | ---- | ---- | ---- | ---- |
| 355  | 365  | 389  | 374  | 318  | 297  | 285  | 266  | 259  |

| 1901 | 1906 | 1911 | 1921 | 1926 | 1931 | 1936 | 1946 | 1954 |
| ---- | ---- | ---- | ---- | ---- | ---- | ---- | ---- | ---- |
| 272  | 258  | 258  | 178  | 177  | 160  | 153  | 148  | 151  |

| 1962 | 1968 | 1975 | 1982 | 1990 | 1999 | 2006 | 2011 | 2016 |
| ---- | ---- | ---- | ---- | ---- | ---- | ---- | ---- | ---- |
| 124  | 135  | 131  | 108  | 126  | 121  | 137  | 143  | 139  |

| 2021 | 2022 | - | - | - | - | - | - | - |
| ---- | ---- | - | - | - | - | - | - | - |
| 135  | 134  | - | - | - | - | - | - | - |

### Cultes
Pour le culte catholique, Sainte-Gemme dépend de la paroisse Saint-Hildegrin - Vallée de la Marne au sein du diocèse de Châlons-en-Champagne.

### Médias
La presse écrite régionale comprend le quotidien L'Union et l'hebdomadaire L'Hebdo du vendredi.
Parmi les stations de radio locales, il est possible de citer Ici Champagne-Ardenne et Champagne FM.

## Économie

### Revenus de la population et fiscalité
En 2021, la commune compte 51 ménages fiscaux, regroupant 121 personnes.
Le revenu disponible par unité de consommation est alors de 26 730 €, supérieur à celui de la communauté de communes des Paysages de la Champagne (24 050 €), du département de la Marne (22 830 €) et de la France métropolitaine (23 080 €).
Pour des raisons de secret statistique, le taux de pauvreté à Sainte-Gemme n'est pas communiqué par l'Insee.

### Emploi

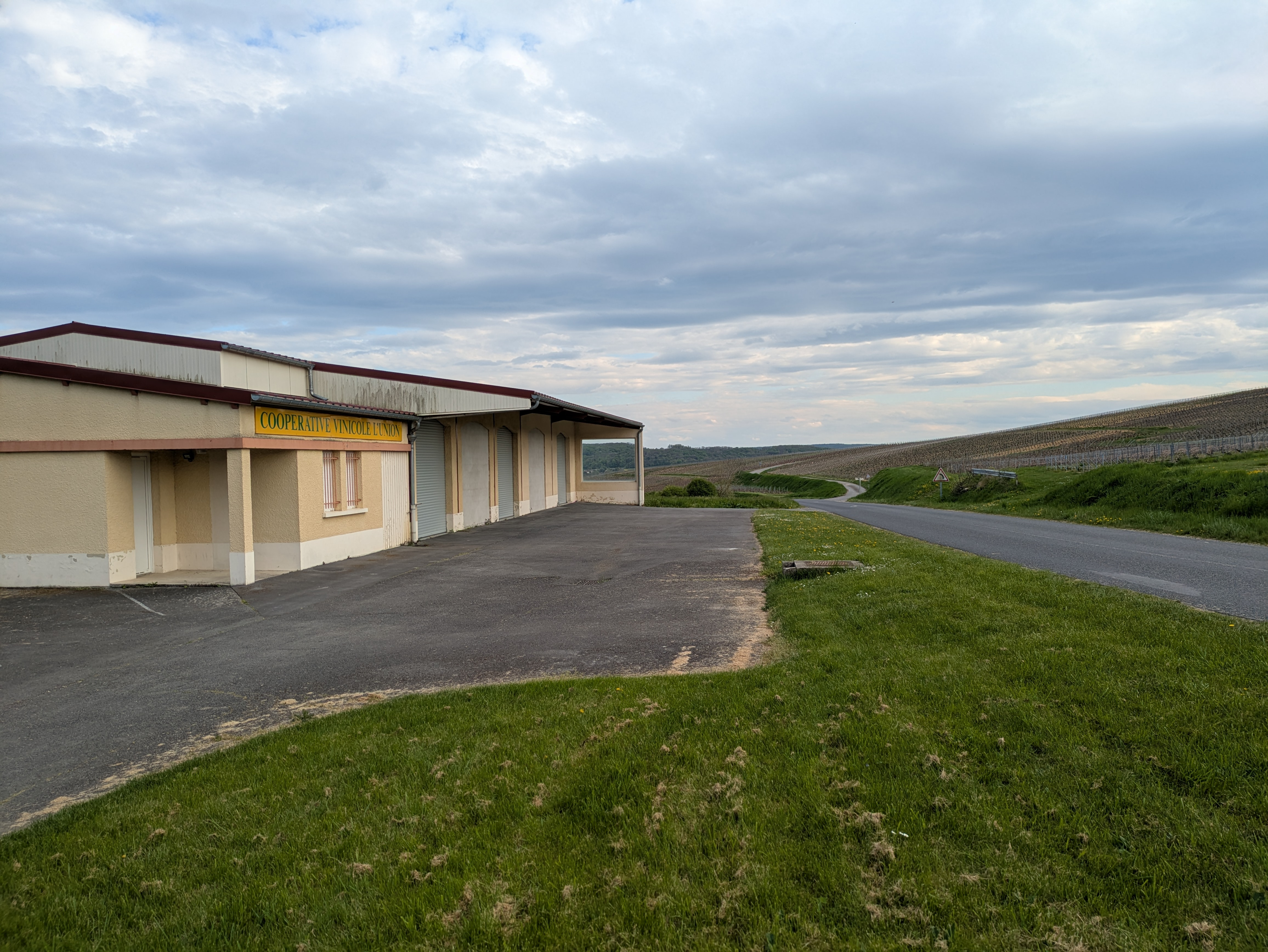
La coopérative viticole de Sainte-Gemme.

Sainte-Gemme appartient à la zone d'emploi d'Épernay.
En 2021, le taux d'activité des 15-64 ans est de 74,7 %, inférieur à celui de la communauté de communes (79,7 %), mais comparable à celui du département (74 %) et de la France métropolitaine (74,9 %). Pour cette même catégorie de population, le taux de chômage est de 6,5 % contre 8 % pour la communauté de communes, 12,1 % pour la Marne et 11,7 % pour la France métropolitaine.
En 2021, Sainte-Gemme compte 23 emplois, dont 27 % de salariés et 73 % de non-salariés. C'est une forte diminution par rapport aux 41 emplois recensés en 2015. Avec 59 actifs y résidant, la commune a en 2021 un indicateur de concentration d'emploi de 39,4. Dans les faits, 25,4 % des actifs résidant à Sainte-Gemme y travaillent tandis que 74,6 % travaillent dans une autre commune.

### Entreprises, commerces et agriculture
En 2022, la commune compte 6 établissements économiquement actifs (hors agriculture).
En 2020, Sainte-Gemme compte 22 exploitations agricoles, pour une surface agricole utilisée de 522 hectares et 22 emplois à temps plein. Selon l'Agreste, la production agricole de la commune est spécialisée dans la viticulture. Sainte-Gemme fait en effet partie des appellations d'origine contrôlée « champagne » et « coteaux-champenois ».

## Lieux et monuments
- L'église Saint-Hilaire.

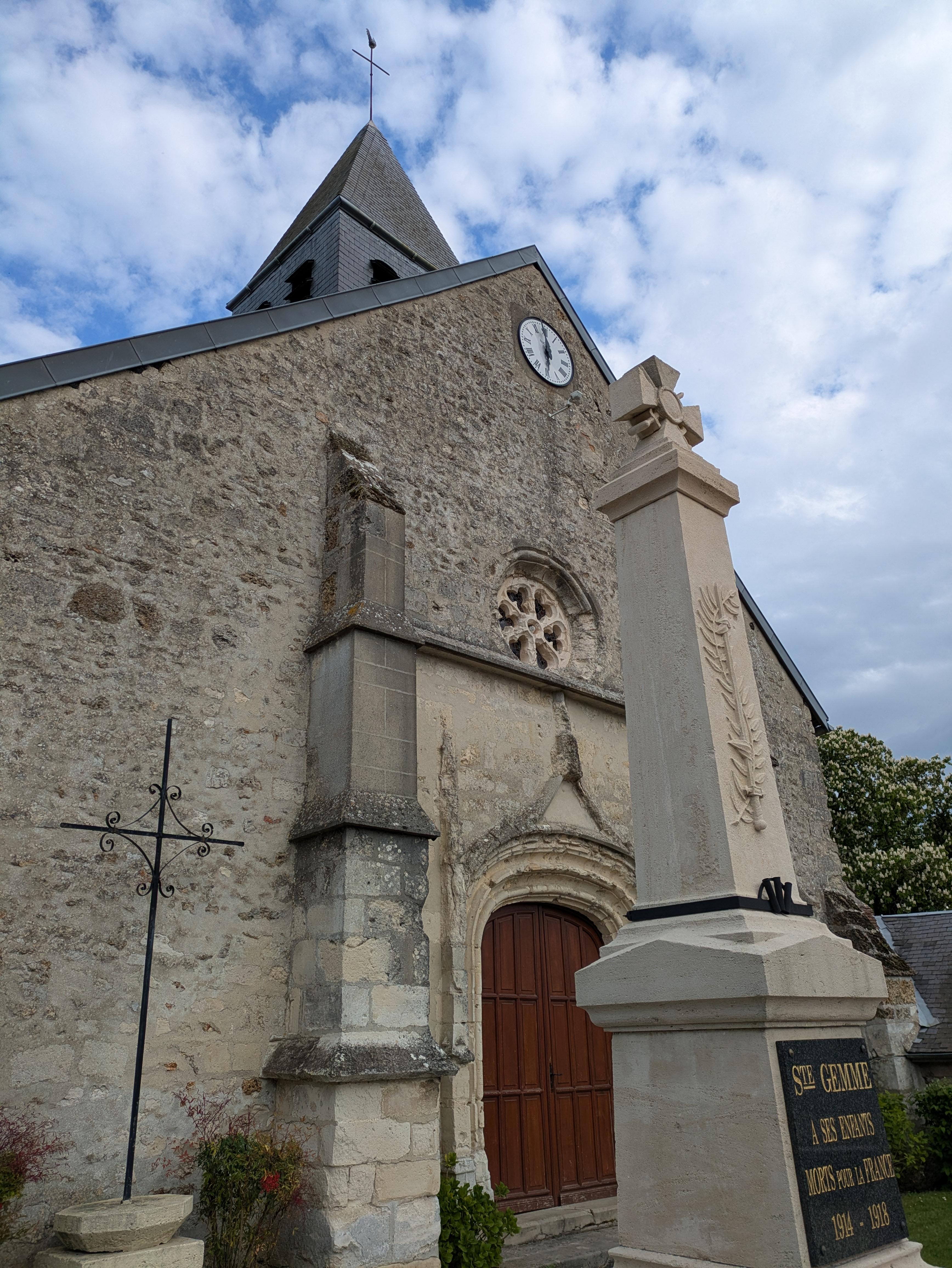
Le monument aux morts, devant l'église Saint-Hilaire.

À l'intérieur de l'église, plusieurs biens sont inscrits ou classés monuments historiques en tant qu'objet : les deux vantaux de la porte principale et leurs pentures (XVIe siècle) ; le maître-autel avec tabernacle, retable, peinture à l'huile et statues en pierre du saint Évêque et de saint Sébastien (XVIIIe siècle) ; l'autel nord et son retable en bois peint (XVIIIe et XIXe siècles) qui abrite une statue en bois de la Vierge à l'Enfant du XVIe siècle ; le retable de la chapelle de droite et ses bas-reliefs en bois représentant des scènes de la vie du Christ (XVIe siècle) ; une plaque funéraire datée de 1684.
- Le monument aux morts.